# Lodrantka
Lodrantka je pravostranný přítok řeky Loučné v okrese Pardubice v Pardubickém kraji. Délka toku činí 15,8 km. Plocha povodí měří 39,1 km².

## Průběh toku
Lodrantka pramení na okraji lesa západně od Jaroslavi v nadmořské výšce 276 m. Nejprve protéká výše zmíněnou obcí, jihozápadně od níž napájí Franclinský rybník, od kterého její tok směřuje na západ. Po necelých dvou kilometrech vzdouvá hladinu potoka další rybník, který se nazývá Lodrant. Od hráze rybníka teče Lodrantka západním až severozápadním směrem, protéká vsí Litětiny, dále Horní a Dolní Rovní a nakonec Komárovem. Po zhruba dalších třech kilometrech odtud se vlévá zprava do řeky Loučné v nadmořské výšce 223 m.

### Větší přítoky
- Struha (hčp 1-03-02-076) – pravostranný přítok s plochou povodí 5,1 km².[2]
- Točivý potok – levostranný přítok vlévající se do Lodrantky v Dolní Rovni.
- Zadní Svodnice (hčp 1-03-02-078) – pravostranný přítok s plochou povodí 2,3 km².[2]

## Vodní režim
Průměrný průtok u ústí činí 0,23 m³/s. Stoletá voda zde dosahuje 26,0 m³/s.